# Richard Shepherd (Politiker)

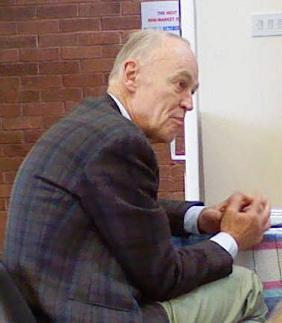
Richard Shepherd (2007)

Sir Richard Charles Scrimgeour Shepherd (* 6. Dezember 1942 in Aberdeen; † 19. Februar 2022) war ein schottischer Politiker der Conservative Party. Er gehörte von 1979 bis 2015 dem House of Commons an.

## Familie und Ausbildung
Geboren in Aberdeen erhielt Shepherd seine schulische Ausbildung an der Isleworth Grammar School in Isleworth. Hieran schloss sich ein Studium an der London School of Economics an, wo ihm der Bachelor of Science verliehen wurde. Während seiner Studienzeit lernte er Robert Kilroy-Silk kennen. Den Master of Science erwarb Shepherd an der Paul H. Nitze School of Advanced International Studies der Johns Hopkins University. Er war ledig und hatte keine Kinder. Sir Richard Shepherd starb am 19. Februar 2022 im Alter von 79 Jahren.

## Beruflicher Werdegang und politische Karriere
Nach seinem Studium arbeitete Shepherd in verschiedenen Unternehmen der Lebensmittelbranche. Zudem war er zwischen 1974 und 1999 Underwriter bei Lloyd’s of London. Seine politische Karriere begann er bei den Unterhauswahlen 1974. Er kandidierte im Wahlkreis Nottingham East, unterlag aber dem Kandidaten der Labour Party, Jack Dunnett, deutlich. Während der im Oktober desselben Jahres stattfindenden Wahlen arbeitete Shepherd dann als persönlicher Assistent von Teddy Taylor. Für die Wahlen 1979 stellte seine Partei ihn im Wahlkreis Aldridge-Brownhills auf. Es gelang ihm, sich mit deutlichem Vorsprung gegen den Amtsinhaber Geoffrey Edge von der Labour Party durchzusetzen. Seitdem konnte Shepard bei sämtlichen Wahlen seinen Sitz verteidigen. Selbst bei den Wahlen 1997, bei denen die Labour Party zahlreiche Hochburgen der Conservative Party eroberte, wurde er mit einem Vorsprung von nur 5,4 % der Stimmen wiedergewählt. Während seiner Zeit als Abgeordneter gehörte Shepherd zahlreichen Ausschüssen an, darunter etwa zwischen 1997 und 2000 dem Public Administration Select Committee oder von 1997 bis 2010 dem Select Committee on the Modernisation of the House of Commons. Shepherd ist bei seinen Kollegen im Parlament sehr geschätzt, die von ihm vertretenen Positionen sind jedoch teilweise äußerst kontrovers. So setzte er sich, als er einen Gesetzesentwurf zur Abschaffung des Official Secrets Act 1911 im Parlament einbrachte um Whistleblowern gewisse Rechte einzuräumen, in Widerspruch zur offiziellen Linie seiner eigenen Partei. Zudem sprach er sich seinerzeit scharf gegen die Umsetzung des Vertrags über die Europäische Union in innerstaatliches Recht aus. Im Jahr 2000 bewarb er sich um den Posten des Speaker of the House of Commons und erreichte mit 136 Stimmen das drittbeste Ergebnis. 2009 stellte er sich erneut zur Wahl, konnte aber nur 15 Stimmen auf sich vereinigen und wurde damit nach dem ersten Wahlgang von der Liste gestrichen. Bei der Wahl 2015 trat Shepherd nicht mehr an. Seine Nachfolgerin im Wahlkreis Aldridge-Brownhills wurde Wendy Morton, die ebenfalls für die Conservative Party antrat.

## Auszeichnungen
Shepherd wurde 1987 von der Zeitschrift The Spectator zum Hinterbänkler des Jahres und 1995 zum Parlamentarier des Jahres gewählt. In einer Umfrage des Marketingforschungsinstituts MORI aus dem Jahr 1989 unter allen Abgeordneten des House of Commons wurde er als einer der zehn effektivsten Parlamentarier eingestuft. 2013 wurde Shepherd von Königin Elisabeth als Knight Bachelor in den Ritterstand erhoben.